# Wesley (Fußballspieler, 2005)
Wesley (mit vollständigen Namen Wesley Gassova Ribeiro Teixeira; * 5. März 2005 in São Paulo) ist ein brasilianischer Fußballspieler.

## Karriere

### Verein
Wesley entstammt der Jugend von Corinthians und rückte im Mai 2023 in deren erste Mannschaft auf. Bereits zuvor bekam er erste Einsätze, erstmals im Pokal am 21. April 2022.
Im August 2024 wechselte er nach Saudi-Arabien zu al-Nassr.

### Nationalmannschaft
Wesley gewann mit der brasilianischen U20 die Südamerikameisterschaft 2025 und kam in nahezu allen Partien seiner Mannschaft zum Einsatz.